# Produktionsprogramm
Das Produktionsprogramm enthält die Gesamtheit aller Produkte eines Unternehmens in der Art und Menge und bestimmt zugleich den Ort der zu produzierenden Produkte für einen festgelegten Zeitpunkt bzw. definierten Zeitraum.

## Arten nach der Dauer
Dabei wird nach dem Horizont bzw. der Fristigkeit des Produktionsprogramms unterschieden:
1. das strategische Produktionsprogramm beschreibt die Produktfelder und grundlegenden Produktarten, die das Unternehmen in fernerer Zukunft (bis zu zehn Jahren) anbieten will;
2. das taktische Produktionsprogramm beschreibt die zu produzierenden Mengen der Produkte oder Produktgruppen für einen mittelfristigen Produktionszeitraum in geraffter Form, ohne die einzelnen Produktvarianten exakt zu spezifizieren; dies wird auch als Produktionsplan bezeichnet.
3. das operative Produktionsprogramm enthält die genauen Mengen aller Produktvarianten aller Endprodukte, aus denen die Fertigungs- und Montageprogramme für die selbst herzustellenden Baugruppen und Einzelteilen gemäß Stückliste abgeleitet werden. Der Produktionszeitraum bewegt sich – in Abhängigkeit von dem Produkt – zwischen einer Woche und einem Monat. Bei komplexen Produkten (Schiffe, Flugzeuge, Eisenbahn) kann der Zeitraum auch wesentlich länger sein. Hier spricht man auch vom Fertigungsprogramm.

Das Produktionsprogramm stellt als Primärbedarf die Quelle für die deterministische Bedarfsermittlung (s. a. Sekundärbedarf) dar. Das betriebliche und betriebswirtschaftliche Ziel besteht darin, ein Produktionsprogramm mit maximalem Deckungsbeitrag zu erstellen. Dies wird wertschöpfungsmäßig durch eine optimale Ausnutzung der Ressourcen angestrebt. Ausgangspunkt und Grundlage der Produktionsprogrammplanung ist zum einen das Absatzprogramm, das auf Vertriebsplänen, Kundenaufträgen oder Absatzschätzungen basiert, und zum anderen der noch vorhandene Lagerbestand an Endprodukten. Ein unter Berücksichtigung der Einzelkapazitäten auf die Teilbereiche der Fertigung heruntergebrochenes Produktionsprogramm wird als Fertigungsprogramm bezeichnet.

## Gestaltung des Produktionsprogramms
Die Gestaltung des Produktionsprogramms soll einerseits den Kundenanforderungen entsprechen, andererseits den Erfordernissen einer effizienten Produktion. Bei einer kundenindividuellen Produktion wird das Produkt gemeinsam mit dem Kunden gestaltet (Maßanzüge beim Schneider, Häuser beim Architekten, Spezialkonstruktionen). Hier sind eher die Kundenwünsche vorherrschend. Bei einer Massenproduktion für einen anonymen Markt stellt das Unternehmen auf die häufigste Erwartung ab. Häufig sind auch Mischungen aus beiden Typen, wenn etwa mithilfe standardisierter Komponenten, die anonym auf Lager produziert werden, kundenindividuelle Produkte zusammengestellt werden. Die einzelnen Produkte des Produktionsprogramms können ferner Gemeinsamkeiten aufweisen hinsichtlich
- des verwendeten Materials
- des Absatzes
- der Forschung und Entwicklung
- der Produktion

### Forschung und Entwicklung
Die Forschung und Entwicklung (F & E) bildet die Voraussetzung für die Produktion. Hierbei sind nicht nur die Produkte, sondern gegebenenfalls auch passende Prozesse und Betriebsmittel zu konstruieren. Neben der Entwicklung im eigenen Unternehmen bietet sich auch eine externe Vergabe an Konstruktionsbüros an, oder auch eine Gemeinschaftsforschung zusammen mit Unternehmen der gleichen oder einer ähnlichen Branche. Forschungs- und Entwicklungsergebnisse können in Form von Patenten oder Gebrauchsmustern geschützt werden.

### Produktgestaltung
Die Produktgestaltung als Teilgebiet der Produktpolitik wird durch Marketing-Aspekte bestimmt. Ihre Aufgabe ist es, die Eigenschaften der Produkte festzulegen, wie Funktionalität, Ästhetik, Größe oder Geschmack. Außerdem muss die Produktgestaltung dabei Erfordernisse der Produktion berücksichtigen wie Bearbeitungsgerechtigkeit (Zugang zu den zu bearbeitenden Stellen), Materialwirtschaftlichkeit (keine zu großen Abmessungen) oder Genauigkeitsoptimalität (Oberflächenqualität und zulässige Maßabweichungen). Um die verschiedenen möglichen Produkte besser einschätzen zu können, bietet sich eine Wertanalyse an.

## Produktionsprogrammplanung bei variantenreichen Produkten
Die Erstellung eines Produktionsprogramms ist bei variantenreichen und komplexen Erzeugnissen ein revolvierender Planungsprozess, der sich über einen langen Zeitraum erstreckt. Der langfristige Absatz je Land oder Absatzmarkt wird zunächst nicht für einzelne Produkte und Produktvarianten, sondern für aggregierte Produktgruppen bzw. Produktfamilien geschätzt und daraus der weltweite Absatzplan erstellt. Aus diesem wird der langfristige Produktionsplan für das oder die Fertigungswerke abgeleitet, wobei die  Kapazitätsgrenzen berücksichtigt werden müssen. Auf Grundlage des Produktionsplans wird dann in regelmäßigen Abständen ein kurzfristiges Produktionsprogramm erstellt, in dem die echten Kundenaufträge mit den genau spezifizierten Produktvarianten enthalten sind.
Dieser Prozess lässt sich besonderes gut in der Automobilindustrie nachvollziehen. Hier werden im Langfristbereich zuerst die Vertriebs- und Produktionspläne erstellt, in denen 'nur' die Anzahl der Fahrzeugtypen entsprechend der auszulastenden Produktionskapazitäten geplant werden. Diese Vertriebs- und Produktionspläne werden im Laufe des Planungsprozesses zeitlich und produktbezogen sukzessiv verfeinert, indem die Produkte immer genauer spezifiziert werden. Am Ende des Planungsprozesses werden Produktionsprogramme für die einzelnen Produktionswerke erstellt, in denen die tatsächlichen Fahrzeugbestellungen der Kunden, Händler und Importeure stehen. Bei der Einplanung der Bestellungen decken sich die Anzahl und Varianten der bestellten Fahrzeuge häufig nicht mit den vorhandenen Kapazitäten. Daher müssen die Bestellungen zeitlich und örtlich verteilt werden. Wegen der Variantenvielfalt und aufgrund von Restriktionen (Produktions- und Lieferkapazitäten) muss das Produktionsprogramm unter der Prämisse geglättet werden, alle Bestellungen noch so rechtzeitig zu produzieren sind, dass sie dem Vertrieb bzw. dem Kunden vereinbarungsgemäß übergeben werden können (s. a. Nivellierung (Betriebswirtschaftslehre)).
Die Konsistenz der Produktionsprogramme zwischen Fahrzeugen, Aggregaten und Baugruppen wird dadurch sichergestellt, dass die Planungsbegriffe der Produkte und Produktionsprogramme auf einer idealen Mengenalgebra basieren.
Es wird also angestrebt, möglichst nur noch Fahrzeuge nach Kundenauftrag (Build-to-Order) herzustellen und so dem Mass Customization nahezukommen. Dafür muss der Produktionsprozess so organisiert werden, dass möglichst viele Varianten eines Produktes und/oder der Baugruppen ohne Unterbrechung in einer Produktionsanlage, einer Fertigungszelle oder an einem Montageband hergestellt werden können. In der Automobilindustrie ist diese Art der Fertigungsorganisation bzw. der Fließfertigung vor allem in Form der Montage sehr weit verbreitet. Daraus haben sich spezifischen Methoden und Verfahren der Produktionsplanung und -steuerung im Automobilbau entwickelt, die insbesondere für die Beherrschung der Produktvarianten erforderlich sind.
Die Planung des optimalen Produktionsprogramms muss sich an den vorhandenen Kapazitäten und Engpässen orientieren. Solange der Betrieb nicht voll ausgelastet ist, also Unterbeschäftigung besteht und auch alle produzierten Produkte problemlos ohne Lageraufbau abgesetzt werden können, hat die Produktionsprogrammplanung (PPPL) geringe Bedeutung. Jedes Produkt mit positivem Deckungsbeitrag trägt zur Verbesserung des Unternehmensergebnisses bei und sollte somit in das Produktionsprogramm aufgenommen werden.

## Engpässe
Der Engpass (englisch bottleneck, „Flaschenhals“) ist eine Stockung im Produktionsprozess, die durch knappe Kapazitäten auftritt. Kapazität ist die maximal dem Produktionsprozess in einer bestimmten Zeitspanne zur Verfügung stehende Anzahl an Personal, Maschinen, Vorrichtungen, Werkzeugen und Räumen. Ein Engpass taucht im Produktionsprozess auf, wenn die bereitstehenden Kapazitäten nicht ausreichen, um die Produktionserfordernisse zu bewältigen. Die mögliche Produktionsauslastung übersteigt dann die verfügbare Kapazität.
Engpässe können hauptsächlich durch vier Ursachen entstehen:
- durch von vorneherein zu knapp bemessene Kapazitäten: Bei Beginn der Produktion muss sich aus der Kapazitätsplanung eine maximale Ausbringungsmenge ergeben, die voraussichtlich ausreicht, um die Produktnachfrage zu decken. Engpässe können durch Lean Production provoziert werden, wenn absichtlich knappe Kapazitäten vorhanden sind.
- Durch Kapazitätsschwankungen: Da Kapazitäten meist nicht konstant zur Verfügung stehen (etwa bei Personalfluktuation, Maschinenausfall), können Engpässe durch Kapazitätsschwankungen schnell bei Vollauslastung entstehen, wenn diese unerwartet auf eine zu geringe Kapazität trifft.
- Durch zu hohe Beanspruchung in der Produktion: Eine lang-dauernde, zu hohe Beanspruchung von Maschinen und Personal kann zu erhöhten Ausfallrisiken (Maschinenausfall, Krankheit) führen und löst zu niedrige Kapazitäten aus.
- Durch fehlende Harmonisierung der Produktionsfaktoren: Die maximale Ausbringungsmenge einer Maschine kann wegen zu geringer Personalkapazitäten nicht erreicht werden.

Siehe auch:
- Engpasstheorie
- Flaschenhals

### Arten
Man unterscheidet interne Engpässe etwa aufgrund der betrieblichen Kapazitäten und externe Engpässe, die insbesondere bei der Just-in-time-Produktion in der Beschaffungslogistik auftreten können. Interne Engpässe entstehen nicht nur bei einem Produktionsfaktor allein, sondern auch beim Zusammenwirken nicht aufeinander abgestimmter (harmonisierter) Produktionsfaktoren. Um Engpässe zu vermeiden, müssen die betrieblichen Produktionsfaktoren so dimensioniert und harmonisiert werden, dass sie auch temporären Überlastungen (etwa Überstunden, Schichtbetrieb) standhalten können.

### Wirkung
Engpässe können in Unternehmen häufig auftauchen; die Beseitigung eines Engpasses bringt das Auftreten anderer Engpässe mit sich. Es komme daher nicht darauf an, alle Engpässe zu beseitigen, sondern sie aufeinander abzustimmen. Das ist Gegenstand der Engpassplanung. Der Engpass bestimmt die maximal mögliche Auslastung pro Zeitspanne, er beschränkt die Leistung der ganzen Kette. Die betriebliche Gesamtkapazität wird von dem Sektor mit der geringsten Kapazität – dem Engpass – beschränkt. Auftretende Engpässe können zu Schäden durch Fehlproduktion, Produktionsausfälle und Vertragsstrafen führen.

### Engpassplanung
Die Engpassplanung gehört neben der Kapazitätsplanung zur betrieblichen Beschäftigungsplanung. Im Unterschied zur Kapazitätsplanung orientiert sich die Engpassplanung nicht an den theoretischen Maximalkapazitäten, sondern konzentriert sich auf die den Beschaffungs-, Produktions- oder Absatzprozess limitierenden Faktoren. Sektoren, in denen Engpässe auftauchen, heißen Minimumsektor. Der Engpass des Minimumsektors begrenzt die betriebliche Gesamtkapazität. Vom Minimumsektor geht eine die betriebliche Leistung beeinträchtigende Wirkung aus, die es gilt, durch Engpassplanung zu beseitigen. Ziel der Engpassplanung ist die Optimierung des Fertigungsflusses. Unternehmen mit standardisierten Massenprodukten benötigen eine andere Art der Engpassplanung als solche mit auftragsbezogener oder Einzelfertigung.
Strategien zur Beseitigung von Engpässen sind
- beim Personal: Überstunden, Springer, Zeitarbeit, Schichtbetrieb;
- bei Produkten (Beschaffung und Absatz): Lager;
- bei Maschinen: Produktionsüberwachung und zeitliche Sollvorgaben für einzelne Produktionsschritte.

### Engpasskalkulation
Können Engpässe nicht kurzfristig beseitigt werden und liegt Vollauslastung vor, stellt sich die Frage, welche Engpass-Strategie ein Unternehmen einsetzt. Es besteht allgemein die Möglichkeit der Priorisierung, wonach zuerst die Produkte mit den höchsten Gewinnbeiträgen produziert werden. Alternativ kommen auch andere Strategien zum Einsatz.

#### Ein Engpass innerhalb der Produktion
Liegt ein einzelner Engpass vor (zum Beispiel Maschinenkapazität), dann können nicht alle Produkte produziert werden. Es kommt zur Nichtproduktion von Produkten, die eigentlich einen positiven Deckungsbeitrag generieren würden. Dieser Nutzenentgang wird über die Ermittlung der Opportunitätskosten des verdrängten Produktes in der Kalkulation berücksichtigt. Ein Verfahren zur Ermittlung des optimalen Produktionsprogramms mit einer wirksamen Mehrproduktrestriktion sind relative Stückdeckungsbeiträge. Sie setzen den jeweiligen Bedarfsmengenkoeffizienten ins Verhältnis zum durch das Produkt erzielbaren Deckungsbeitrag, im Beispiel der zu geringen Maschinenkapazität also Deckungsbeitrag pro Maschinenstunde.

#### Mehrere Engpässe innerhalb der Produktion
Existieren in der Produktion mehrere Engpässe, dann ist eine einfache Betrachtung auf Basis der Opportunitätskosten nicht mehr möglich. Zur mathematischen Lösung ist ein Simultan-Modell heranzuziehen, das mit der linearen Optimierung gelöst werden kann (beispielsweise Simplex-Verfahren). Bedingt lässt sich eine Lösung auch graphisch ermitteln, allerdings ist dieses Lösungsverfahren auf maximal 3 Variablen (Anzahl der darstellbaren Dimensionen) beschränkt.
Um Produktionsverluste zu vermeiden, werden in der Automobilindustrie mit Hilfe von Regeln, die sich auf die Produktkonfiguration beziehen, die Produkte so über die Produktionswerke, Tage und Montagelinien verteilt, dass die Engpässe ausgeglichen und die Verteilung der Produkte auf die Montagelinien ausbalanciert werden.